# 제2차 세계 대전 기간 소련의 식량 공급

무기대여법에 따라 소련으로 배달이 된 크로거 고기 통조림.

제2차 세계 대전 기간 소련의 식량 공급은 제2차 세계 대전 시기 소련이 군대와 국민에 식량을 공급한 방식과 체계를 일컫는다. 소련은 수립 당시부터 우크라이나와 벨라루스 등 풍부한 곡창 지대를 바탕으로 농업력과 식량을 확보했다. 그러나 바르바로사 작전 이후 우크라이나를 잃게 되자 1941년 9월 소련 정부는 소련 군인들의 일일 칼로리 섭취량을 제한하고, 음식 품목도 제한했다. 취사병들은 이런 열악한 상황을 활용해 독창적인 요리들을 개발하기도 했다. 붉은 군대는 야전 주방을 전선에 보내 문제를 해결하게 했지만 대체로 성공적이지는 못했다.
1941년 3월 11일 미국의 무기대여법을 통해 대량의 군사 식량이 붉은 군대에 보급되었다. 무기대여법을 통해 제공되는 식량은 페르시아 회랑, 북극 호송대, 태평양 항로 등을 통해 소련으로 들어왔다.
무기대여법을 통한 미국의 식량 지원과 더불어 소련 내부의 자체적인 식량 생산 정책과 소련 국영 기업들의 군사 식량 생산을 통해 군사 식량 수준은 개선되었다. 또한 1943년을 기준으로 붉은 군대 내에 통조림 음식의 보급이 확대되어 식량 배급 방식도 보다 체계화되었다. 다만 전체적인 소련의 농업 생산량은 전체 소련의 고용 인구 중 절반 이상이 매년 농업에 종사하였음에도 1945년 전쟁이 끝날 때까지 1940년 수준의 생산량을 회복하지 못했다. 이에 따라 소련 붉은 군대에 대한 보급은 일반 국민들에게 돌아갈 배급을 희생하는 방향으로 흘러갔다. 식량 배급이 전선에 배치된 군인들에 집중되었음에도 1945년 종전까지 전투에서 붉은 군대의 식량 약탈과 노획도 이어졌다. 
군인들의 전투식량이 어느 정도 보급이 원만하게 유지된 편이었다면, 소련 국민들의 식량 배급 사정은 군인들보다 훨씬 열악했다. 일단 대부분의 생산된 식량이 최전선의 군대에 배치된 것과 더불어 소련의 초토화 정책으로 인해 경작지가 대부분 불에 타버렸고, 뒤이어 곡창 지역을 점령한 나치 독일의 굶주림 계획으로 수백만 명의 소련 국민들이 아사했다. 1940년대 초중반 독일 국방군의 침략을 받은 유럽 러시아 내 수많은 공업 지역이 우랄산맥 동쪽으로 성공적으로 이전한 것과 비교했을 때, 소련의 집단 농장은 1940년까지 우크라이나 및 중앙농업지대에서 생산량이 가장 많았기 때문에 1941년 바르바로사 작전 발발 이후 안정적인 식량 수급은 매우 어려워지게 되었다. 더욱이 1936년 1월 이후 국가에서 제공하는 배급 제도가 소련에서 폐지되어, 제2차 세계 대전 당시 소련 국민들은 자급자족으로 식량을 구하는 수밖에 없었다.
제2차 세계 대전에서 소련의 식량 공급 경험은 이후 냉전 시기 소련군의 식량 공급 및 배급 체계에 영향을 주게 된다. 1946년 소련은 1949년 군사 식량 기준을 표준화한 뒤 1971년까지 군사 식량 기준이 크게 변화하지 않았다. 한편 1950년대까지 이어졌던 식량 공급 정책은 니키타 흐루쇼프가 1953년 집권한 이후 첼리나 부흥 계획에 따라 사실상 폐지되었다. 우크라이나에 집중되었던 농업 지역도 카자흐스탄, 볼가강 우안, 캅카스산맥 북쪽 지역 등으로 확대되었다. 제2차 세계 대전 당시 식량 생산을 담당했던 식량산업부는 1980년대까지 기능을 이어가다가 고르바초프의 개방 개혁 정책으로 폐지되었다.

## 배경

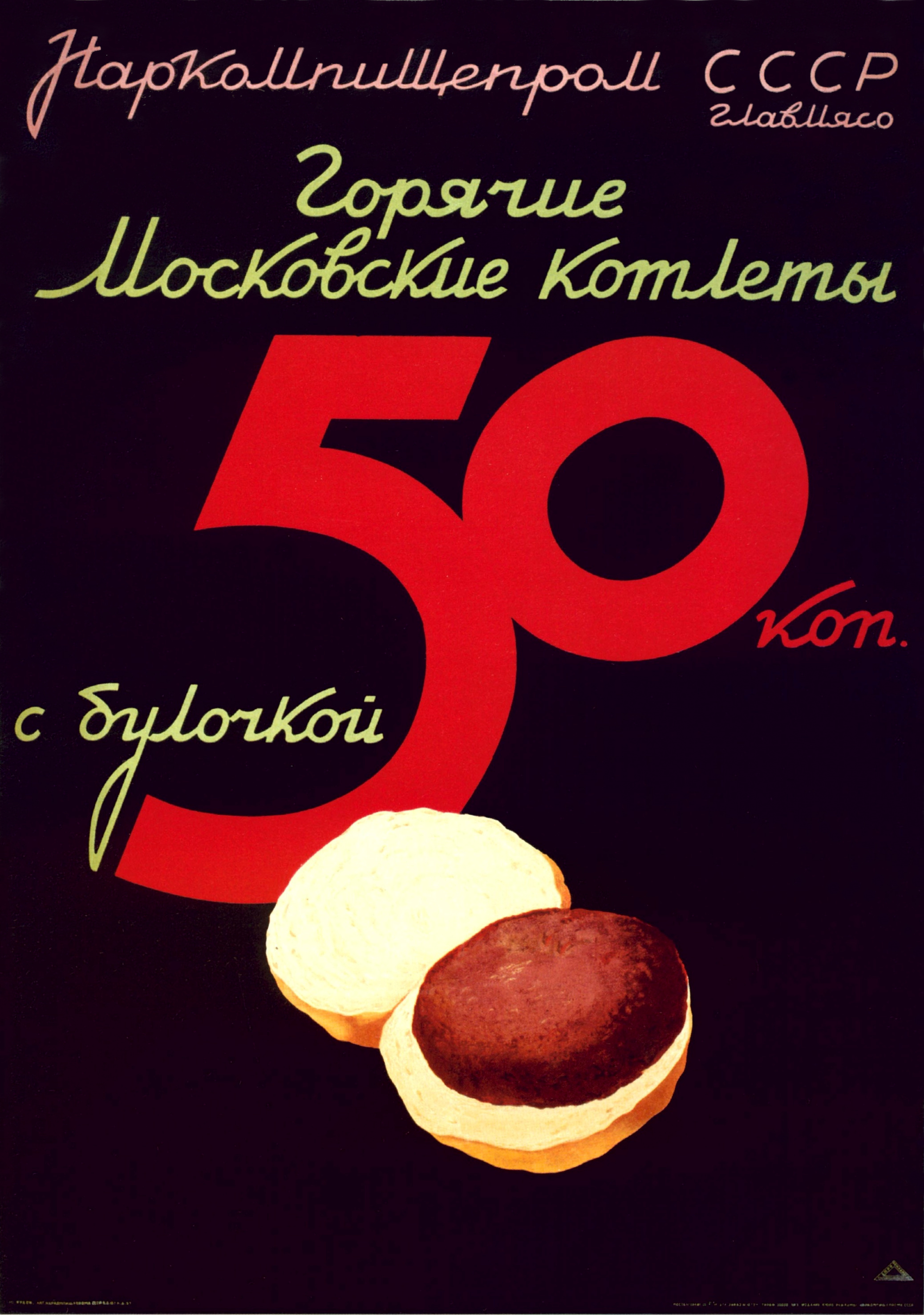
1937년 당시 홍보를 하고 있었던 미코얀 커틀렛.

## 참고

### 내용주
1. ↑  이름과 달리 미국의 무기대여법은 소련, 중화민국, 캐나다, 영국 등 제2차 세계 대전의 연합국에 무기뿐만 아니라 정유, 음식, 군수품을 지원하는 것을 포함했다.[4][5]